# Rudni
Rudni - Рудный (rus) - és un poble (un possiólok) de l'óblast de Bélgorod, a Rússia. El 2010 tenia 407 habitants. Pertany al districte (raion) de Novi Oskol.